# 安原政雄
安原 政雄（やすはら まさお、明治43年（1910年）10月13日 - 没年不明）は、日本のヤクザ。暴力団三代目山口組若頭（後に舎弟に直った）。安原会会長。通称マンマン。兄の安原武夫は三代目山口組で七人衆の一人にかぞえられた。

## 来歴
兵庫県神戸市で鉄工所工員の四男として出生。尋常小学校卒業後に不良となり、兄の武夫と共々二代目山口組・山口登組長の元へ出入りするようになって、若衆となる。
昭和21年（1946年）に田岡一雄が山口組三代目を襲名すると、兄・武夫とともに田岡の若衆となる。この時、山口登の舎弟だった森川盛之助や湊芳次が田岡の舎弟に直り、また、岡精義（後の山口組七人衆）も田岡一雄の若衆（後に舎弟）になっている。また同年1月には小料理屋「鈴屋」で、山本健一（後の三代目山口組若頭）に盃を与え、自らの若衆としている。
昭和25年（1950年）に山田久一の跡を継ぎ若頭となるが、昭和30年（1955年）2月に武夫が田岡によって安原運輸の社長に据えられ、相前後して自らは若頭の職を地道組・地道行雄組長に譲って舎弟に直った。この頃、田岡の港湾事業は磐石なものとなり、山口組興行部のしのぎとともに、山口組が全国展開できるような経済力を持てるようになった。
昭和36年（1961年）5月に山本や美能幸三の仲介で広島市の打越会/打越信夫組長と兄弟盃を交わし、第二次広島抗争の切っ掛けを作る。昭和40年（1965年）からの山口組に対する第1次頂上作戦では、昭和41年（1966年）5月3日に兄・武夫が山口組の企業舎弟/青井照日出らとともに山口組から脱退し、自身も昭和42年（1967年）12月15日にヤクザからの引退を表明、安原会を解散した。

## エピソード
- 兵庫県警『山口組壊滅史』には、当時田岡よりも知名度のあった安原について、次の様なエピソードがある。戦後無名の三代目組長を諸方の旅館や温泉に同行し、人目に付くように自ら田岡の背中を流し『安原ほどの者に背を流させているのは誰だ』『あれが三代目だそうな』と噂を流して、田岡を立てた。